# Penthimia iris
Penthimia iris är en insektsart som beskrevs av Bierman 1910. Penthimia iris ingår i släktet Penthimia och familjen dvärgstritar. Inga underarter finns listade i Catalogue of Life.